# Rhyacophila kashongpa
Rhyacophila kashongpa är en nattsländeart som beskrevs av Schmid 1970. Rhyacophila kashongpa ingår i släktet Rhyacophila och familjen rovnattsländor. Inga underarter finns listade i Catalogue of Life.